# ヘスス・サンチェス (外野手)
ヘスス・アーマンド・サンチェス（Jesús Armando Sánchez, 1997年10月7日 - ）は、ドミニカ共和国ラ・アルタグラシア州イグエイ出身のプロ野球選手（外野手）。右投左打。MLBのヒューストン・アストロズ所属。

## 経歴

### プロ入りとレイズ傘下時代
2014年6月にタンパベイ・レイズと契約してプロ入り。
2015年に傘下のルーキー級ドミニカン・サマーリーグ・レイズでプロデビュー。61試合に出場して打率.335、4本塁打、45打点、8盗塁を記録した。
2016年はルーキー級ガルフ・コーストリーグ・レイズとアパラチアンリーグのルーキー級プリンストン・レイズでプレーし、2球団合計で56試合に出場して打率.329、7本塁打、39打点、2盗塁を記録した。
2017年はA級ボーリンググリーン・ホットロッズでプレーし、117試合に出場して打率.305、15本塁打、82打点、7盗塁を記録した。
2018年にMLB.comが発表したプロスペクトランキングでは57位、レイズの組織内では4位にランクインした。シーズンではA+級シャーロット・ストーンクラブズとAA級モンゴメリー・ビスケッツでプレーし、2球団合計で117試合に出場して打率.282、11本塁打、75打点、7盗塁を記録した。また、7月にはオールスター・フューチャーズゲームの世界選抜に選出された。オフの11月20日にルール・ファイブ・ドラフトでの流出を防ぐために40人枠入りした。
2019年は開幕をAA級モンゴメリーで迎えた。7月にはAAA級ダーラム・ブルズへ昇格した。

### マーリンズ時代
2019年7月31日にニック・アンダーソン、トレバー・リチャーズとのトレードで、ライン・スタネックと共にマイアミ・マーリンズへ移籍した。移籍後は傘下のAAA級ニューオーリンズ・ベビーケークスに配属され、移籍前を含めた2球団合計で113試合に出場して打率.260、13本塁打、63打点、5盗塁を記録した。
2020年8月21日にメジャー初昇格を果たし、同日のワシントン・ナショナルズ戦では「8番・右翼手」で先発出場してメジャーデビュー（この試合での結果は4打数無安打）。同年はメジャーで10試合に出場して打率.040、2打点などを記録した。
2021年は64試合と大幅に出場機会を増やし、打率.251、メジャー初本塁打を含む14本塁打、36打点などを記録した。
2022年は98試合に出場して打率.214、13本塁打、前年と同じ36打点、1盗塁を記録した。また、同年のオフにはドミニカに派遣されて同国のウィンターリーグに参加。トロス・デル・エステに所属した。
2023年は125試合に出場して打率.253、14本塁打、52打点、3盗塁（1盗塁死）などを記録した。
2024年8月18日のメッツ戦では右翼手を守り、中堅後方の打球を中堅手のデレク・ヒルが捕球し、速やかに右翼手のサンチェスへ送球。サンチェスは二塁手のオット・ロペスへ送球。そのロペスが更に捕手のニック・フォーテスへ送球し、メッツの走者であるマーク・ビエントスを本塁で刺殺。これにより史上初の「8-9-4-2の併殺打」という珍プレーを記録した。この年、打撃面ではキャリアハイとなる149試合に出場、打率.252、18本塁打、64打点、16盗塁（2盗塁死）などを記録した。
2025年は後述のトレード前までに86試合に出場して打率.256、10本塁打、36打点、9盗塁（2盗塁死）などを記録していた。

### アストロズ時代
2025年7月31日にライアン・ガスト、チェイス・ジャロウスキー、エスミル・バレンシアとのトレードでヒューストン・アストロズへ移籍した。

## 選手としての特徴
守備や走塁の精度にはまだ課題を残すが、5ツールプレイヤーの外野手として期待されている。若いドミニカンにありがちな早打ちタイプではなく、抜群のミートセンスを誇り、将来的にはリードオフ、もしくはパワーを増して打線の中軸を担うと予想するスカウトも多い。

## 詳細情報

### 年度別打撃成績
| 年 度    | 球 団    | 試 合 | 打 席 | 打 数 | 得 点 | 安 打 | 二 塁 打 | 三 塁 打 | 本 塁 打 | 塁 打 | 打 点 | 盗 塁 | 盗 塁 死 | 犠 打 | 犠 飛 | 四 球 | 敬 遠 | 死 球 | 三 振 | 併 殺 打 | 打 率 | 出 塁 率 | 長 打 率 | O P S |
| -------- | -------- | ----- | ----- | ----- | ----- | ----- | -------- | -------- | -------- | ----- | ----- | ----- | -------- | ----- | ----- | ----- | ----- | ----- | ----- | -------- | ----- | -------- | -------- | ----- |
| 2020     | MIA      | 10    | 29    | 25    | 1     | 1     | 1        | 0        | 0        | 2     | 2     | 0     | 0        | 0     | 0     | 4     | 0     | 0     | 11    | 1        | .040  | .172     | .080     | .252  |
| 2021     | MIA      | 64    | 251   | 227   | 27    | 57    | 8        | 2        | 14       | 111   | 36    | 0     | 1        | 0     | 1     | 20    | 3     | 3     | 78    | 2        | .251  | .319     | .489     | .808  |
| 2022     | MIA      | 98    | 343   | 313   | 38    | 67    | 14       | 3        | 13       | 126   | 36    | 1     | 0        | 0     | 1     | 26    | 0     | 3     | 92    | 7        | .214  | .280     | .403     | .683  |
| 2023     | MIA      | 125   | 402   | 360   | 43    | 91    | 23       | 3        | 14       | 162   | 52    | 3     | 1        | 1     | 1     | 38    | 1     | 2     | 107   | 12       | .253  | .327     | .450     | .777  |
| 2024     | MIA      | 149   | 537   | 489   | 60    | 123   | 25       | 1        | 18       | 204   | 64    | 16    | 2        | 1     | 2     | 41    | 2     | 4     | 140   | 12       | .252  | .313     | .417     | .730  |
| MLB：5年 | MLB：5年 | 441   | 1562  | 1414  | 169   | 339   | 71       | 9        | 59       | 605   | 190   | 20    | 4        | 2     | 5     | 129   | 6     | 12    | 428   | 34       | .240  | .308     | .428     | .736  |

- 2024年度シーズン終了時

### ポストシーズン打撃成績
| 年 度     | 球 団     | シ リ ｜ ズ | 試 合 | 打 席 | 打 数 | 得 点 | 安 打 | 二 塁 打 | 三 塁 打 | 本 塁 打 | 塁 打 | 打 点 | 盗 塁 | 盗 塁 死 | 犠 打 | 犠 飛 | 四 球 | 敬 遠 | 死 球 | 三 振 | 併 殺 打 | 打 率 | 出 塁 率 | 長 打 率 |
| --------- | --------- | ----------- | ----- | ----- | ----- | ----- | ----- | -------- | -------- | -------- | ----- | ----- | ----- | -------- | ----- | ----- | ----- | ----- | ----- | ----- | -------- | ----- | -------- | -------- |
| 2023      | MIA       | NLWC        | 2     | 5     | 5     | 0     | 1     | 0        | 0        | 0        | 1     | 0     | 0     | 0        | 0     | 0     | 0     | 0     | 0     | 1     | 1        | .200  | .200     | .200     |
| 出場：1回 | 出場：1回 | 出場：1回   | 2     | 5     | 5     | 0     | 1     | 0        | 0        | 0        | 1     | 0     | 0     | 0        | 0     | 0     | 0     | 0     | 0     | 1     | 1        | .200  | .200     | .200     |

- 2024年度シーズン終了時

### 年度別守備成績
| 年 度 | 球 団 | 左翼（LF） | 左翼（LF） | 左翼（LF） | 左翼（LF） | 左翼（LF） | 左翼（LF） | 中堅（CF） | 中堅（CF） | 中堅（CF） | 中堅（CF） | 中堅（CF） | 中堅（CF） | 右翼（RF） | 右翼（RF） | 右翼（RF） | 右翼（RF） | 右翼（RF） | 右翼（RF） |
| 年 度 | 球 団 | 試 合      | 刺 殺      | 補 殺      | 失 策      | 併 殺      | 守 備 率   | 試 合      | 刺 殺      | 補 殺      | 失 策      | 併 殺      | 守 備 率   | 試 合      | 刺 殺      | 補 殺      | 失 策      | 併 殺      | 守 備 率   |
| ----- | ----- | ---------- | ---------- | ---------- | ---------- | ---------- | ---------- | ---------- | ---------- | ---------- | ---------- | ---------- | ---------- | ---------- | ---------- | ---------- | ---------- | ---------- | ---------- |
| 2020  | MIA   | -          | -          | -          | -          | -          | -          | -          | -          | -          | -          | -          | -          | 10         | 17         | 0          | 1          | 0          | .944       |
| 2021  | MIA   | 21         | 43         | 0          | 1          | 0          | .977       | -          | -          | -          | -          | -          | -          | 41         | 77         | 3          | 4          | 0          | .952       |
| 2022  | MIA   | 12         | 12         | 0          | 0          | 0          | 1.000      | 78         | 156        | 5          | 1          | 0          | .994       | 1          | 0          | 0          | 0          | 0          | ----       |
| 2023  | MIA   | 8          | 12         | 1          | 0          | 1          | 1.000      | 9          | 13         | 1          | 0          | 0          | 1.000      | 106        | 165        | 4          | 3          | 0          | .983       |
| 2024  | MIA   | 11         | 10         | 0          | 0          | 0          | 1.000      | -          | -          | -          | -          | -          | -          | 114        | 216        | 3          | 4          | 2          | .982       |
| MLB   | MLB   | 52         | 77         | 1          | 1          | 1          | .987       | 87         | 169        | 6          | 1          | 0          | .994       | 272        | 475        | 10         | 12         | 2          | .976       |

- 2024年度シーズン終了時

### 記録
MiLB
- オールスター・フューチャーズゲーム選出：1回（2018年）

### 背番号
- 76（2020年 - 2021年）
- 7（2022年 - 2023年、2025年4月15日 - 同年7月30日）
- 12（2024年）
- 4（2025年8月1日 - ）